# Balneari de Vallfogona de Riucorb
El Balneari de Vallfogona de Riucorb és un conjunt d'edificis del municipi de Vallfogona de Riucorb (Conca de Barberà) inclosa en l'Inventari del Patrimoni Arquitectònic de Catalunya.

## Descripció
El balneari s'estén al llarg del riu Corb. Es van voler aprofitar les aigües mineromedicinals que brollaven en aquella zona. Està situat a un parell de quilòmetres de la vila, i hi trobem la Font Gran (o Pudenta) i la Font Petita (o Salada). Aquestes aigües, molt abundoses, són clorurades i sulfatades i s'aprofiten sota control mèdic des de la fi del segle xix. A l'inici del segle XX es va construir el gran Balneari de Vallfogona, que després d'un temps de crisi es tornà a revitalitzar modernament. L'afluència de banyistes i també d'estiuejants als mesos d'estiu ha estat causa de l'obertura prop del balneari d'hostals o residències i de diversos habitatges particulars en un dels indrets més frondosos i bonics de la vall. El turisme, doncs, ha esdevingut una important font d'ingressos.
L'any 1901 es projecta i construeix el balneari i comença a funcionar amb gran concurrència de públic per tal de gaudir de les noves instal·lacions de dutxes, polvoritzacions, dutxes de vapor, etc. Paral·lelament es procedeix a la plantació del gran parc. La seva ordenació va donar suport a les altres construccions posteriors i a la implantació de serveis públics. Entre 1913 i 1916 es fa la nova carretera d'accés, es construeix el pont actual i es construeixen nous xalets a la urbanització (Xalet Montserrat, amb el nom de l'esposa de l'enginyer Teodor Miralles, Montserrat Carnicer; Xalet del Jardí...). En una segona etapa del balneari (1921-36) es basteix un nou cos d'edifici i es modernitzen les sales d'hidroteràpia, cosa que fa tenir una nova embranzida en les obres de construcció de nous xalets i hotels.
Després del parèntesi de la guerra, l'any 1944 es posen en servei els nous xalets (Sant Miquel, La Salut, del Carme, Santa Teresa....) i es millora la instal·lació de captació i subministrament d'aigua corrent.
L'ús del balneari ve marcat per un descens en l'ocupació de les instal·lacions en els anys 60, que s'ha recuperat en els darrers anys, amb renovacions dutes a terme de manera continuada des del 1992.
L'edifici es construí seguint una estètica historicista. Molts elements evoquen l'arquitectura medieval, com la galeria amb arcs de mig punt. També presenta finestres esqueixades amb llancetes, de reminiscència gòtica, així com algunes obertures en forma d'espitllera.
Una edificació en forma de H, resultat de diverses ampliacions, acull les instal·lacions del balneari, restaurant, cuines, instal·lacions hidroteràpiques, etc.
A destacar el conjunt format pels xalets existents, una part important d'estil modernista o noucentista, l'Hotel Regina, el parc del Balneari, amb una petita presa on hi havia hagut un molí fariner, etc. Tot això integrat en un ambient natural ben interessant.
A la capella del balneari hi destaca un Via crucis ceràmic que va elaborar el pintor, escultor i ceramista Maties Palau Ferré entre 1958 i 1959 per encàrrec del doctor Manuel Trens.

## Història
Fundat per Mn Miquel Piera Martí arran d'una visita per prendre les aigües conegudes des de 1850, amb son germà Antoni. El 1901 es feu el projecte i construcció del balneari, inici de la urbanització de xalets. Entre 1913 i 1916, l'enginyer de ponts i camins Teodor Miralles feu la nova carretera d'accés, de terra, i hi va haver la construcció del pont actual, fets que provocaren el creixement de la urbanització. El 1929 es feu la renovació de les instal·lacions hidroteràpiques i l'ampliació de l'edifici. Els anys 1941, 1951, 1961 hi hagué reformes projectades per J. M Ribes, J. M. Soteras i Joan Sellés.